# De Blauwe Duim

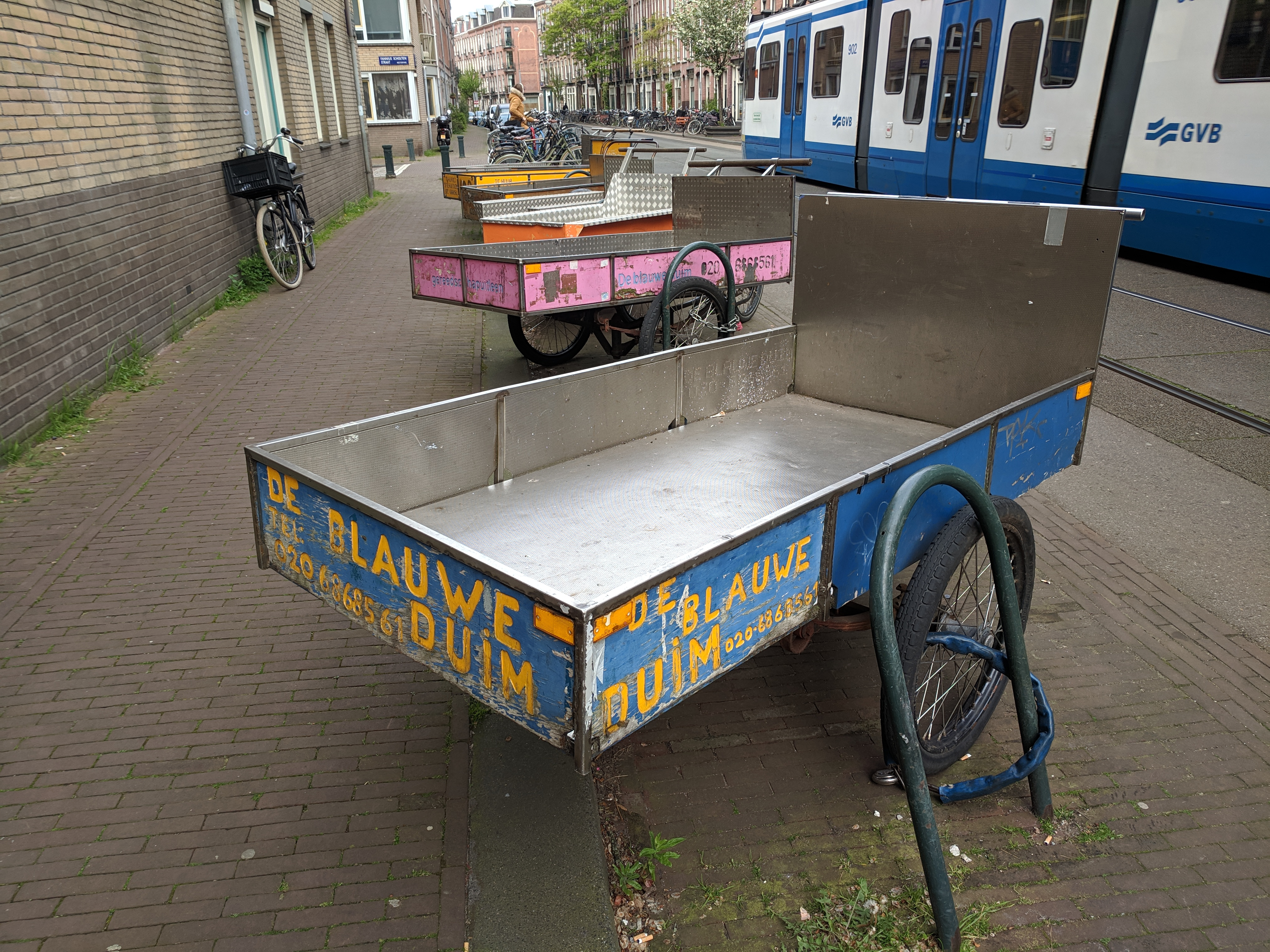
Bakfietsen van de Blauwe Duim in Amsterdam

Gereedschapsuitleen De Blauwe Duim is een stichting gevestigd in Amsterdam. De stichting is opgericht in 1983.
De gereedschapsuitleen is deels voortgekomen uit de krakersbeweging waarbinnen van oudsher gereedschapscollectieven bestonden. Voor een ander deel is de uitleen voortgekomen uit de deplorable staat van de woningen in de Staatsliedenbuurt. In de jaren zeventig en jaren tachtig stond de buurt op de rol voor grootschalige sloop en stadsvernieuwing. Als gevolg daarvan zou groot onderhoud voor de woningeigenaren onrendabel zijn. Door de leegstand was het ook een bolwerk van de kraakbeweging, waar de eigenaren geen onderhoud konden verrichten. Omdat het opknappen van woningen belangrijk was, ontstond de gereedschapsuitleen.
De Blauwe Duim was onderdeel van een uitgebreid alternatief circuit dat in de jaren tachtig actief was in Amsterdam.